# J'accuse
J'accuse (em português: Eu acuso) é o título do artigo redigido por Émile Zola quando do caso Dreyfus e publicado no jornal L'Aurore do 13 de janeiro de 1898 sob a forma de uma carta ao presidente da República Francesa, Félix Faure. Zola inspirou-se num dossiê fornecido em 1896 pelo escritor Bernard Lazare.

## Contexto
Este artigo é publicado três dias após Esterhazy ter sido inocentado pelo Conselho de Guerra (10 de janeiro), o que parece acabar com toda esperança dos que contavam com uma revisão do processo que condenara Dreyfus. Neste artigo, Zola ataca nominalmente os generais e outros oficiais responsáveis do erro judicial que levou ao processo e à condenação, os especialistas em grafologia culpados de «relatórios mentirosos e fraudulentos.» Ele ainda acusa o exército, culpado de uma campanha de imprensa mentirosa, bem como os dois Conselhos de Guerra: um tendo condenado Dreyfus baseado em uma peça mantida em segredo, enquanto o segundo inocentou sabidamente um culpado. Mas, acima de tudo, ele proclama desde o início a inocência de Dreyfus :
«Mon devoir est de parler, je ne veux pas être complice. Mes nuits seraient hantées par le spectre de l'innocent qui expie là-bas, dans la plus affreuse des tortures, un crime qu'il n'a pas commis.»
":Meu dever é de falar, não quero ser cúmplice. Minhas noites seriam atormentadas pelo espectro do inocente que paga, na mais horrível das torturas, por um crime que ele não cometeu."

## A publicação
O artigo faz a manchete do diário, cujos 300 000 exemplares esgotam-se em poucas horas. A emoção é forte, ocasionando um movimento da opinião pública. Vários intelectuais assinam uma petição em favor da revisão do processo, publicada ela também pelo L'Aurore. Entre eles, Anatole France, Georges Courteline, Octave Mirbeau ou Claude Monet, as assinaturas tendo sido recolhidas por estudantes ou jovens escritores como Marcel Proust. Zola recebe diversas mensagens de apoio, mas também cartas injuriosas e ameaças de caráter antissemita ou xenófobo (o pai de Zola era italiano). O verdadeiro caso Dreyfus, aquele que vai inflamar as multidões durante vários anos, acaba de nascer.

## Sanções e exílio
Em conclusão do artigo, Zola esperava um processo em um tribunal criminal a fim de fazer surgir a verdade. Ele será julgado diversas vezes, sendo que o resultado final será uma condenação a 1 ano de prisão e 3 000 francos de multa por seus ataques contra o Estado-Maior (Octave Mirbeau paga a multa) e uma condenação a 1 mês de prisão e 1 000 francos de multa por seus ataques contra os três especialistas (cada um recebendo 100 000 francos por prejuízos). Para escapar à prisão, Zola exila-se na Inglaterra, onde ele passará onze meses à espera de uma revisão do processo Dreyfus. O comunicado da revisão enviando Dreyfus diante do Conselho de Guerra de Rennes é publicado em 3 de junho de 1899. Zola pode então retornar à França, onde ele publica no L'Aurore o artigo Justice, no qual ele se felicita pela decisão. Mas o processo de Rennes será decepcionante para os dreyfusards, e Zola continuará a lutar até sua morte pela reabilitação de Alfred Dreyfus.

## A acusação
A título de precisão, o artigo de 13 de janeiro deve seu nome ao fato que, na sua conclusão, todas as frases comecem pela expressão J'accuse (Eu acuso):
- «J'accuse le lieutenant-colonel du Paty de Clam d'avoir été l'ouvrier diabolique de l'erreur judiciaire, en inconscient, je veux le croire, et d'avoir ensuite défendu son œuvre néfaste, depuis trois ans, par les machinations les plus saugrenues et les plus coupables.

Eu acuso o tenente-coronel du Paty de Clam de ter sido o artífice diabólico do erro judiciário, inconscientemente, quero crer, e de ter em seguida defendido sua obra nefasta, durante três anos, através de tramas absurdas e culpáveis.
- J'accuse le général Mercier de s'être rendu complice, tout au moins par faiblesse d'esprit, d'une des plus grandes iniquités du siècle.

Eu acuso o general Mercier de ter-se mostrado cúmplice, ao menos por fraqueza de espírito, de uma das maiores injustiças do século.
- J'accuse le général Billot d'avoir eu entre les mains les preuves certaines de l'innocence de Dreyfus et de les avoir étouffées, de s'être rendu coupable de ce crime de lèse-humanité et de lèse-justice, dans un but politique et pour sauver l'état-major compromis.

Eu acuso o general Billot de ter tido nas suas mãos as provas certas da inocência de Dreyfus e de tê-las abafado, de se tornar culpado deste crime de lesa-humanidade com um objetivo político e para salvar o Estado-Maior comprometido.
- J'accuse le général de Boisdeffre et le général Gonse de s'être rendus complices du même crime, l'un sans doute par passion cléricale, l'autre peut-être par cet esprit de corps qui fait des bureaux de la guerre l'arche sainte, inattaquable.

Eu acuso o general de Boisdeffre e o general Gonse de serem cúmplices do mesmo crime, um sem dúvida por razão clerical, o outro talvez devido a esse espírito corporativista que torna os gabinetes de guerra em arcas santas, inatacáveis.
- J'accuse le général de Pellieux et le commandant Ravary d'avoir fait une enquête scélérate, j'entends par là une enquête de la plus monstrueuse partialité, dont nous avons, dans le rapport du second, un impérissable monument de naïve audace.

Eu acuso o general de Pellieux e o comandante Ravary de terem feito uma sindicância rápida, e quero com isso dizer uma sindicância da mais monstruosa parcialidade, onde temos, no relatório do segundo, um monumento indestrutível de audácia ingênua.
- J'accuse les trois experts en écritures, les sieurs Belhomme, Varinard et Couard, d'avoir fait des rapports mensongers et frauduleux, à moins qu'un examen médical ne les déclare atteints d'une maladie de la vue et du jugement.

Eu acuso os três especialistas em grafologia, os senhores Belhomme, Varinard e Couard, de terem redigido relatórios mentirosos e fraudulentos, a menos que um exame médico os declare doentes de algum mal da vista e de julgamento.
- J'accuse les bureaux de la guerre d'avoir mené dans la presse, particulièrement dans L'Éclair et dans L'Écho de Paris, une campagne abominable, pour égarer l'opinion et couvrir leur faute.

Eu acuso os gabinetes de guerra de terem liderado na imprensa, particularmente no L'Éclair e no L'Écho de Paris, uma campanha abominável para distrair a opinião e cobrir seu erro.
- J'accuse enfin le premier conseil de guerre d'avoir violé le droit, en condamnant un accusé sur une pièce restée secrète, et j'accuse le second conseil de guerre d'avoir couvert cette illégalité, par ordre, en commettant à son tour le crime juridique d'acquitter sciemment un coupable.

Eu acuso enfim o primeiro Conselho de Guerra de ter violado a lei ao condenar um acusado apoiado em uma peça de acusação mantida secreta, e acuso o segundo Conselho de Guerra de ter encoberto esta ilegalidade, sob ordem, cometendo também o crime jurídico de inocentar sabidamente um culpado. »